# سن-مارتن-د-لا-مر
سن-مارتن-د-لا-مر (به فرانسوی: Saint-Martin-de-la-Mer) یک کمون در فرانسه با جمعیت ۲۸۳ نفر است که در Canton of Liernais واقع شده‌است.